# Obersteckholz

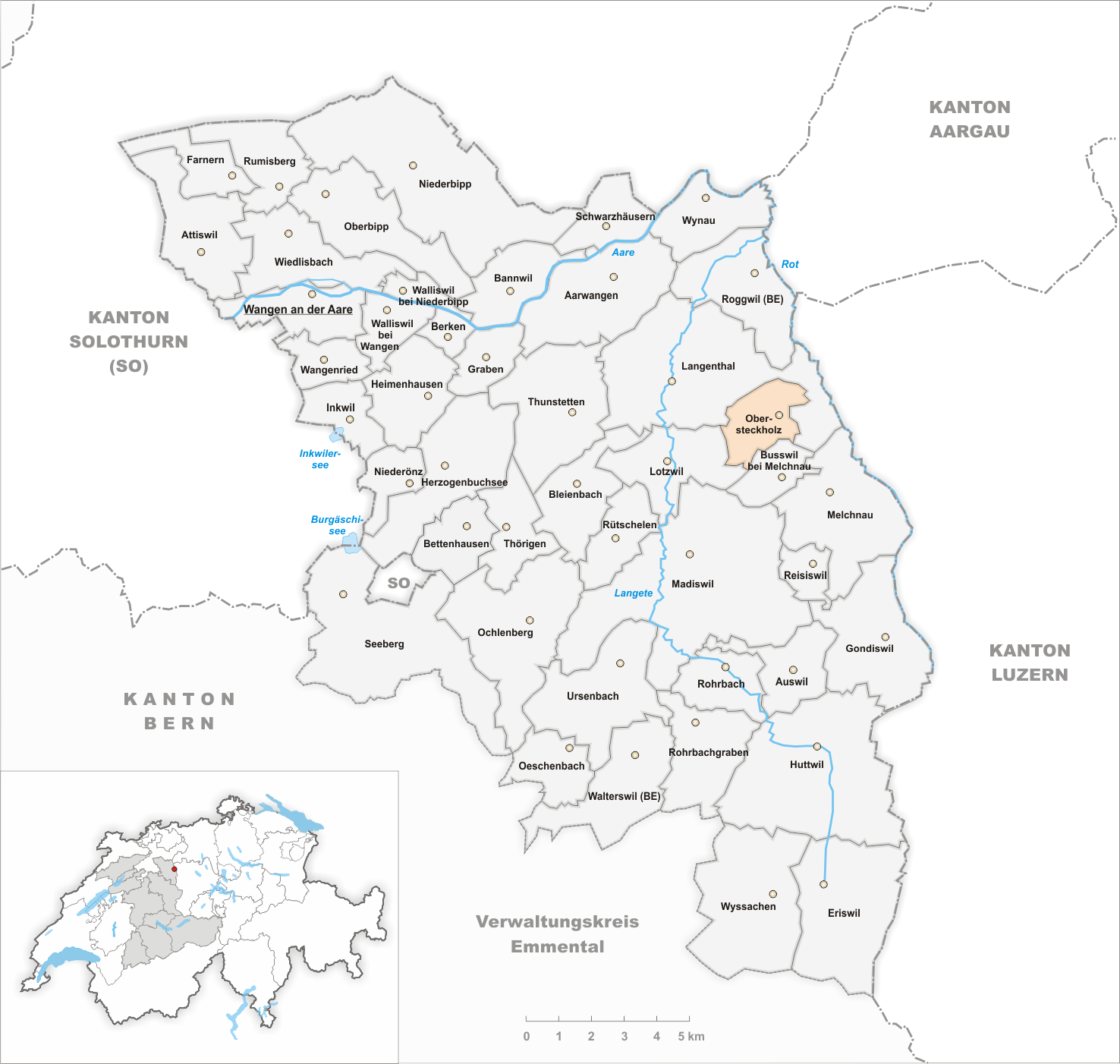
Gemeindestand vor der Fusion am 1. Januar 2021

Obersteckholz ist eine Ortschaft in der politischen Gemeinde Langenthal im Schweizer Kanton Bern. Bis zum 31. Dezember 2020 war Obersteckholz eine eigene politische Gemeinde im Verwaltungskreis Oberaargau. Am 1. Januar 2021 fusionierte sie zur Gemeinde Langenthal.
Eine für Berner Gemeinden typische Burgergemeinde existierte nicht, lediglich die Einwohnergemeinde. In der Gemeinde wurden mehrere Weiler rund um einen waldlosen Hügel von 571 m ü. M. zusammengefasst, eine Ortschaft mit dem Namen Obersteckholz gibt es nicht.

## Geographie
Obersteckholz liegt im Oberaargau im Schweizer Mittelland. Die Nachbargemeinden sind Busswil bei Melchnau, Lotzwil und Langenthal.

## Bildung
Die kleine Gemeinde führt auch eine Schule: Kindergarten, 1.–3. Klasse und 4.–6. Klasse. Die älteren Schüler gehen nach Langenthal.

## Bilder

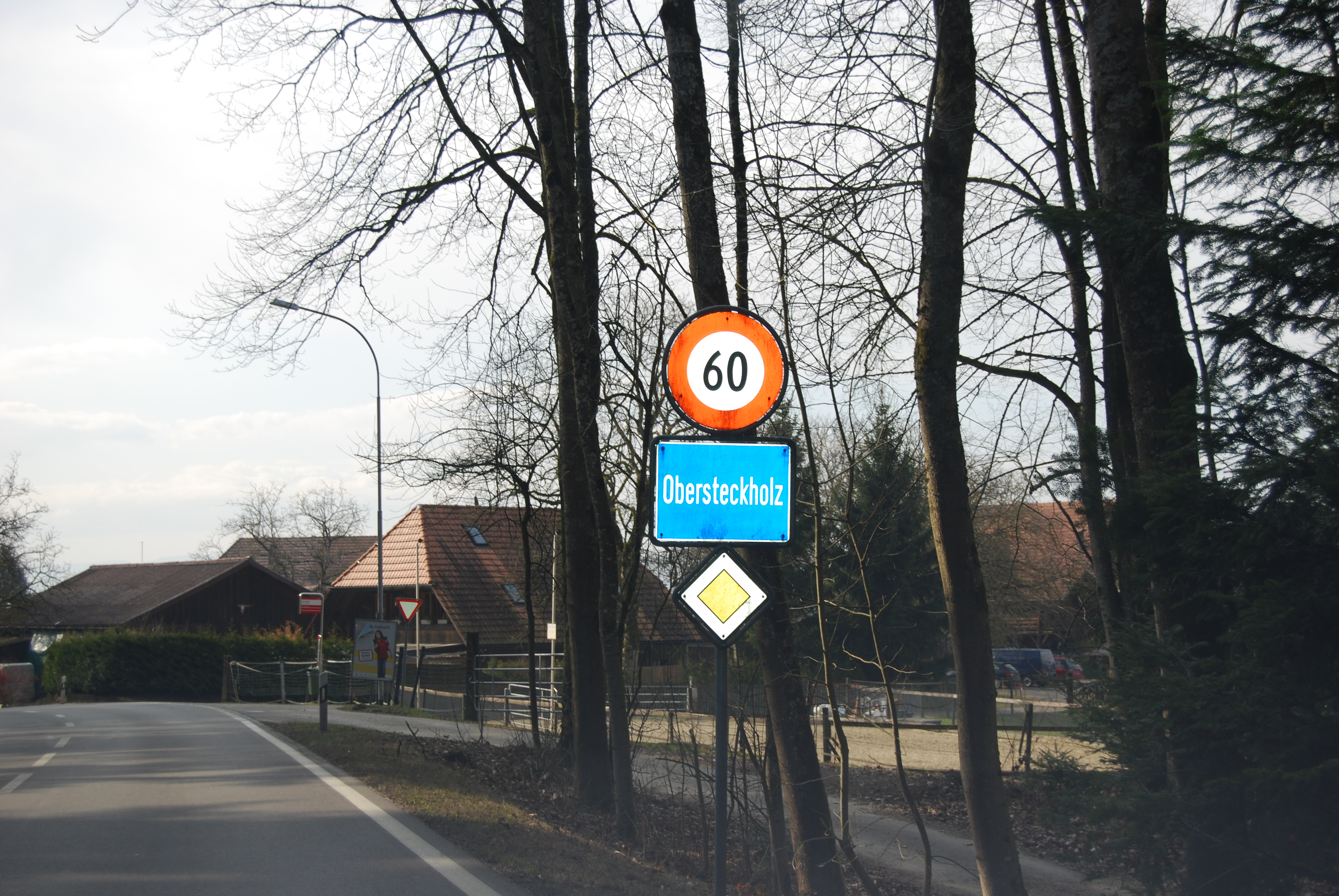
Ortseingang von Obersteckholz, Siedlung im Wald
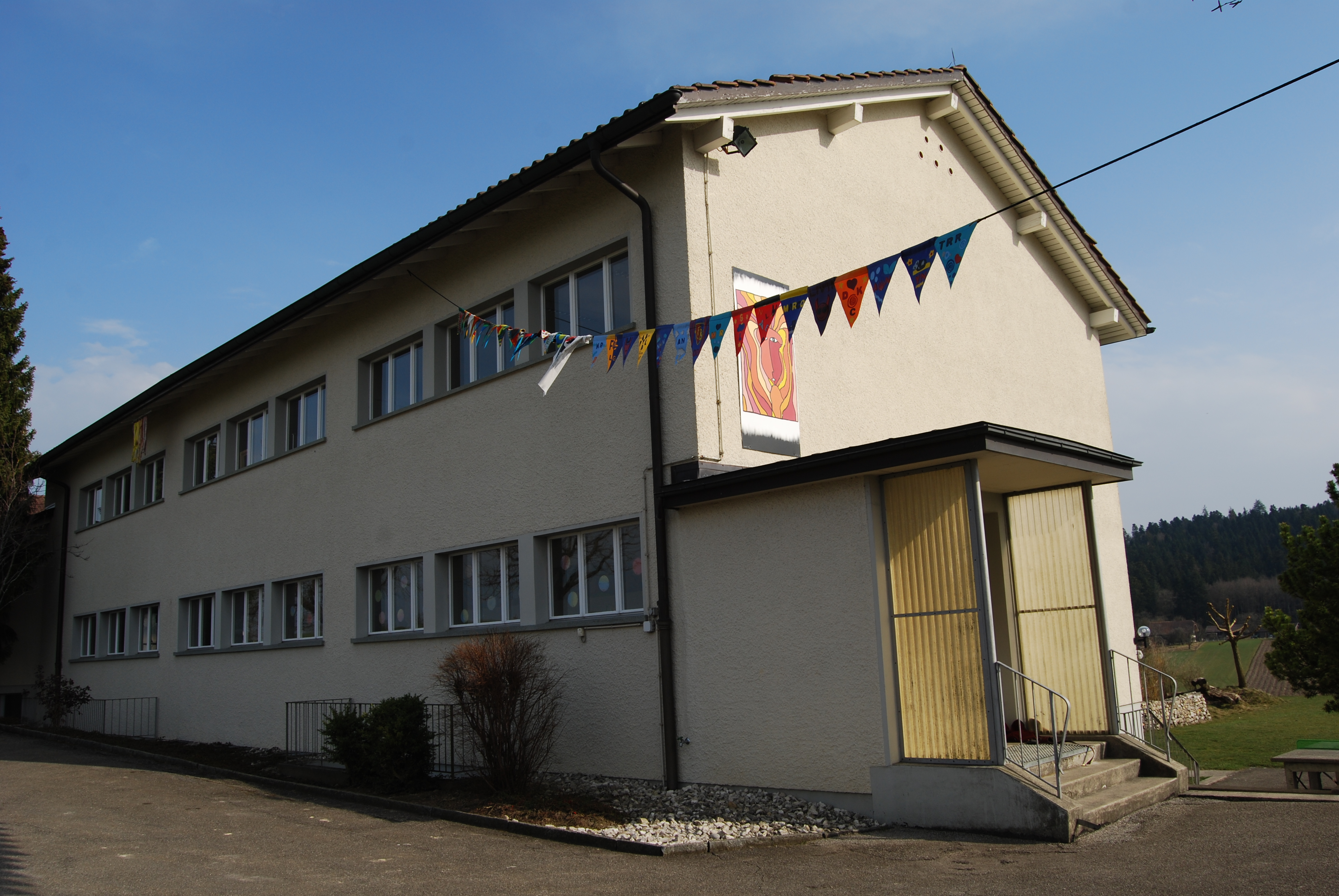
Schulhaus Obersteckholz
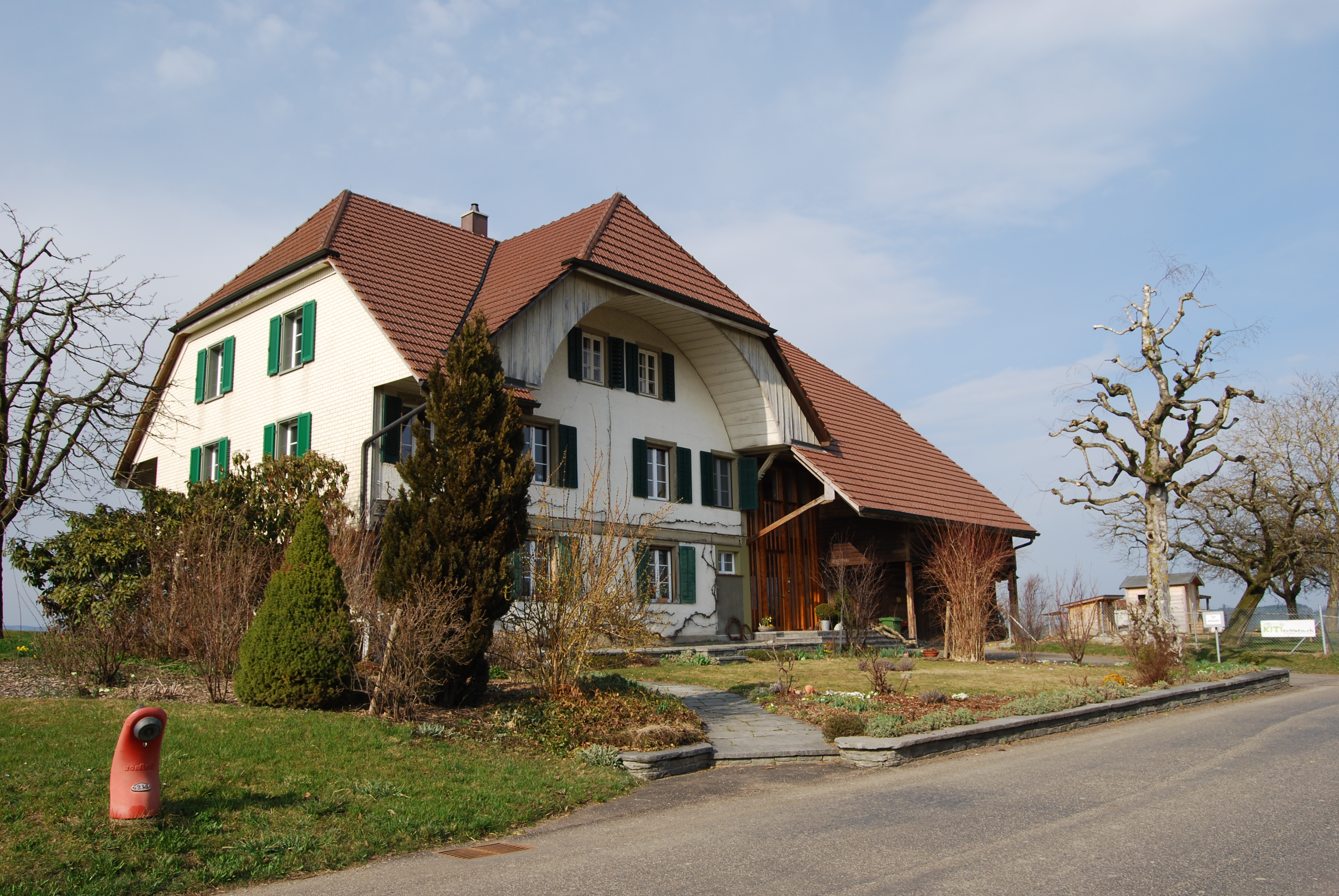
Bauernhaus in Obersteckholz
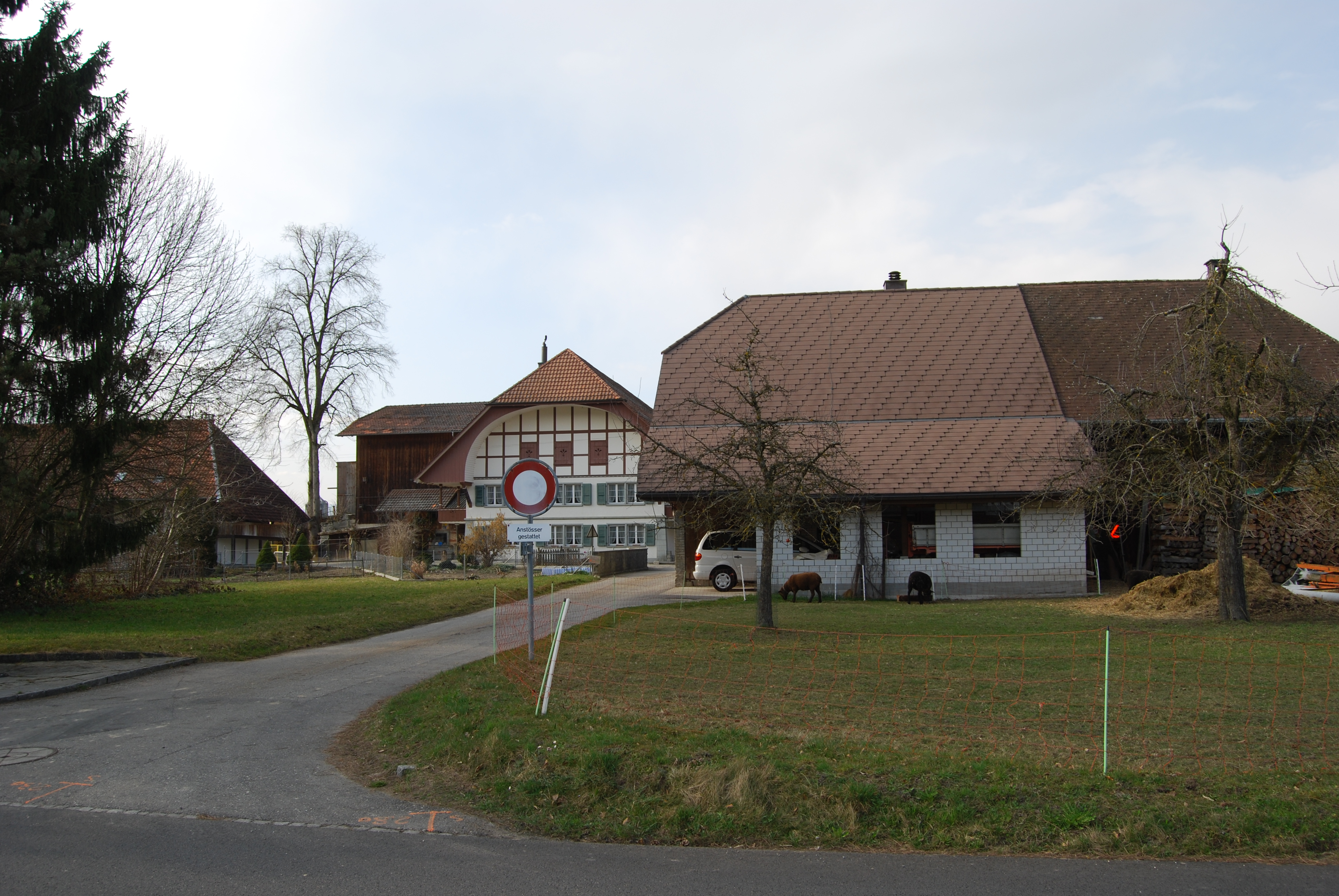
Habcherig, Obersteckholz